# Вялка (деревня)
Вя́лка — деревня в Окуловском муниципальном районе Новгородской области, в составе Боровёнковского сельского поселения.
Деревня расположена с западной части главного хода Октябрьской железной дороги, в 22 км к северо-западу от Окуловки (66 км по автомобильной дороге), до административного центра сельского поселения — посёлка Боровёнка 9 км на юго-восток.

## Население
| 2010 |
| ---- |
| 32   |

## Транспорт
- Электропоезда сообщения Окуловка — Малая Вишера и Бологое-Московское — Малая Вишера.

- В 4 км юго-западнее села проходит автомобильная дорога из Боровёнки в Торбино.